# Rotační motor

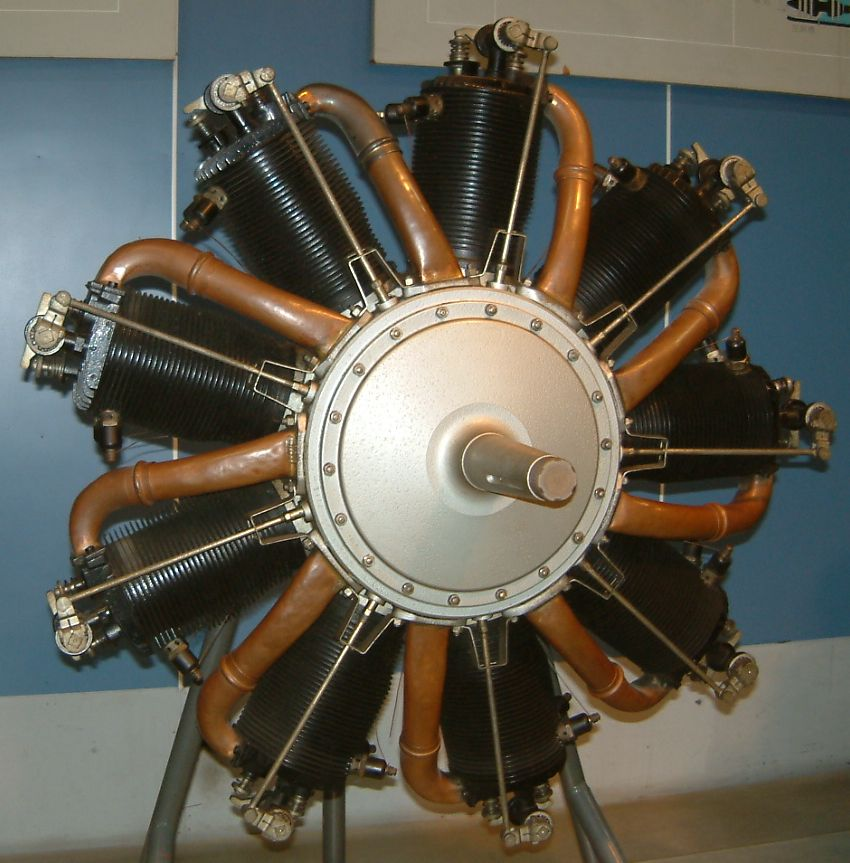
Francouzský rotační motor Le Rhône 9C poháněl Nieuport 24C1

Animace rotačního motoru s pevnou klikovou hřídelí.

Rotační motor byl druh hvězdicového motoru, jehož kliková hřídel byla pevně uchycena do draku letounu a skříň s válci, spojená s vrtulí, rotovala.

## Použití v letectví

### Výhody
Největší výhodou takového uspořádání bylo, že se celý motor choval jako setrvačník, a tím „uhlazoval“ svůj chod a snižoval vibrace. Vibrace představovaly v té době vážný problém u všech leteckých motorů a pro jejich snížení se k motorům musely přidávat těžké setrvačníky. Protože se rotační motory obešly bez těchto setrvačníků, byly lehčí než stejně výkonné motory s nerotujícími válci (tj. hlavně řadové motory).
Další výhodou bylo dobré chlazení vzduchem i při nízkých rychlostech a na zemi.

### Nevýhody
Největší nevýhoda rotačních motorů se projevila při požadavcích na zvyšování výkonu. S rostoucím výkonem rostla i hmotnost motoru, a tím pádem i gyroskopický moment.  Ke konci 1. světové války se sice objevilo řešení, které gyroskopický moment snížilo – vrtule se otáčela na opačnou stranu než motor – ale tento systém byl nespolehlivý a poruchový. Po válce byly rotační motory vytlačeny motory hvězdicovými s pevnými válci.
Další nevýhodou rotačních motorů byla jejich vysoká spotřeba paliva ve srovnání s konkurenčními koncepcemi. To také výrazně přispělo k jejich ústupu modernějším, ekonomičtějším konstrukcím po první světové válce.
Rovněž požadavky na zvyšování otáček rotačních motorů se nedařilo plnit, protože i při mírném zvýšení otáček prudce vzrůstal odpor vzduchu, který brzdil rotující válce. Např. zvýšení z 1200 ot./min. (typická hodnota na začátku války) na 1400 ot./min. vedlo ke zvýšení odporu vzduchu o 36 % – odpor se zvyšoval se čtvercem rychlosti.

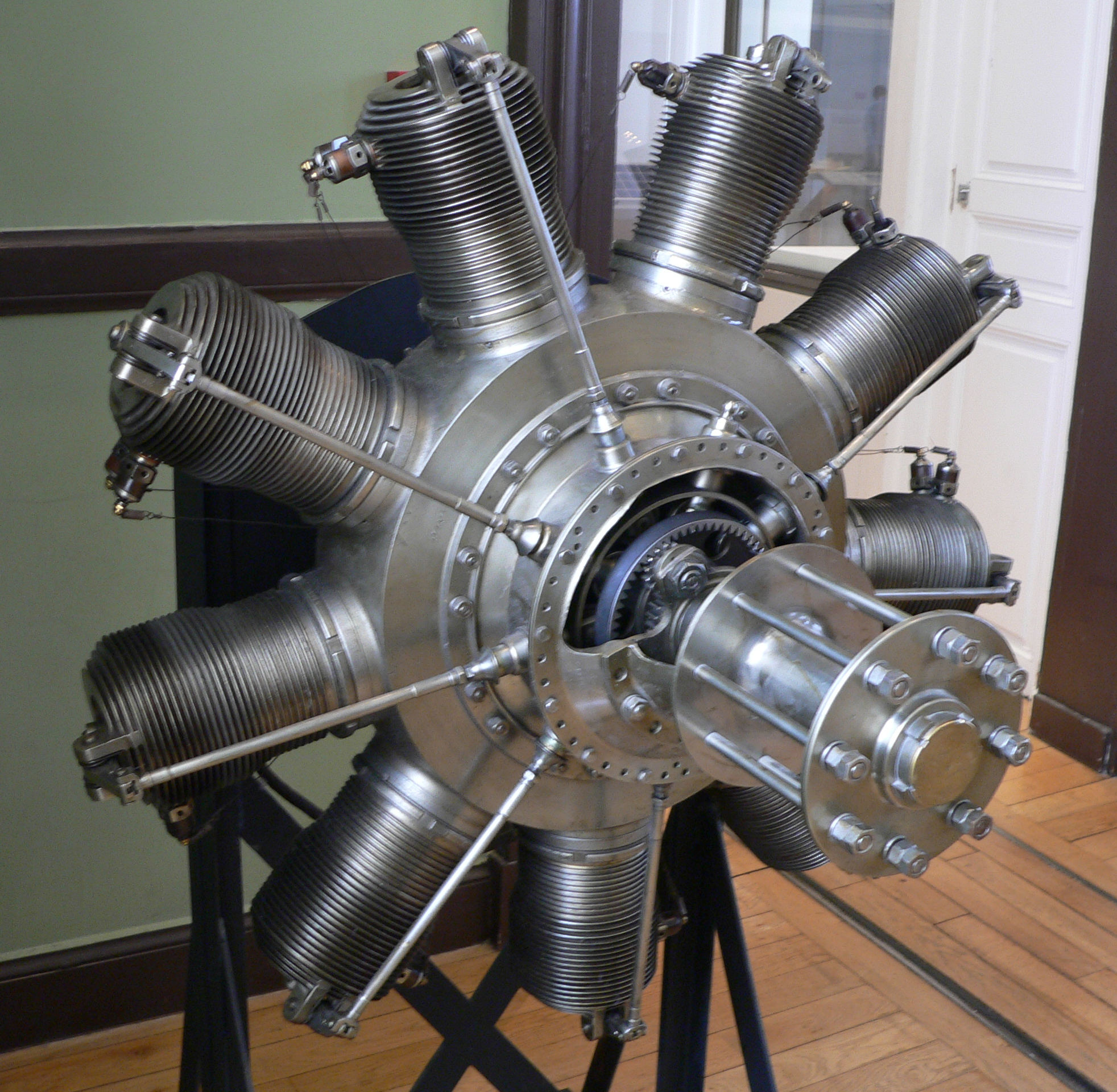
Gnome Delta
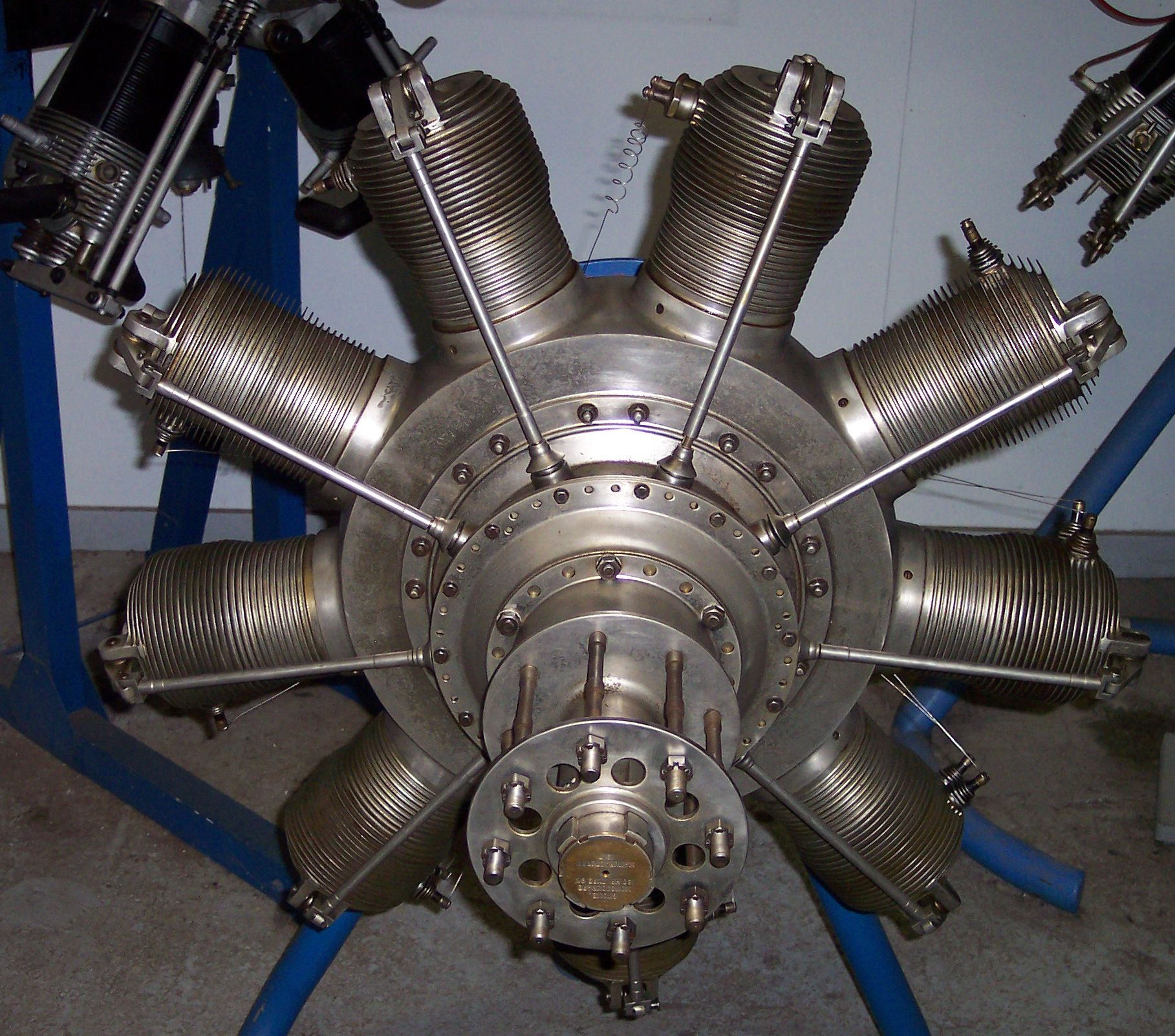
Gnome et Rhône 9N - 150 ch
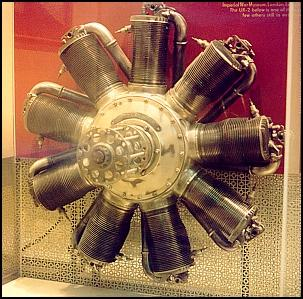
Německý rotační motor Oberursel UR.II poháněl slavný stíhací letoun Fokker Dr.I
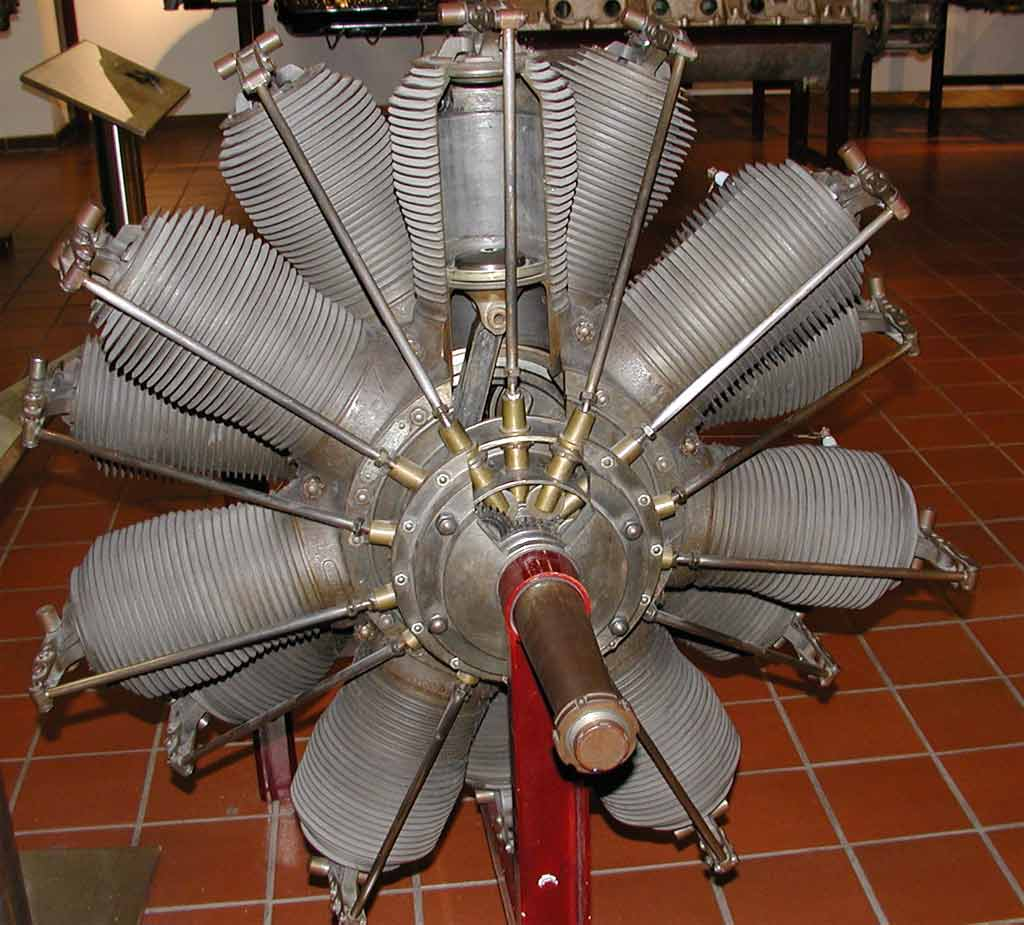
Dvouhvězdicový Oberursel U.III
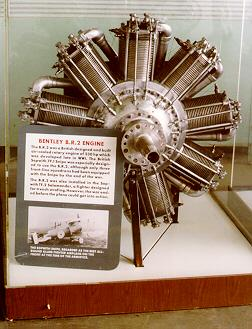
Bentley BR2
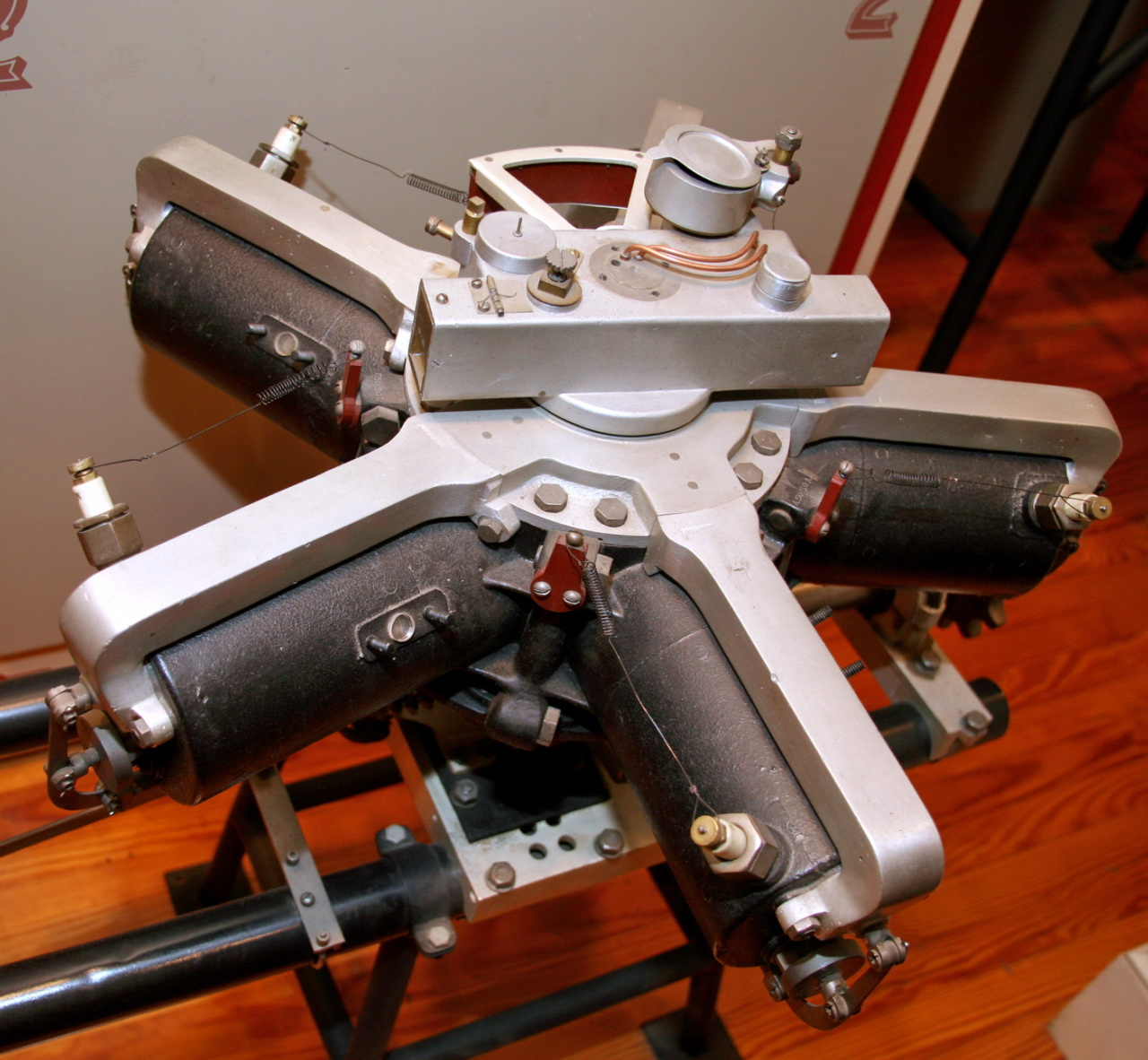
Pětiválcový rotační motor Adams-Farwell přizpůsobený k pokusům na vrtulníku.

## Použití v automobilismu

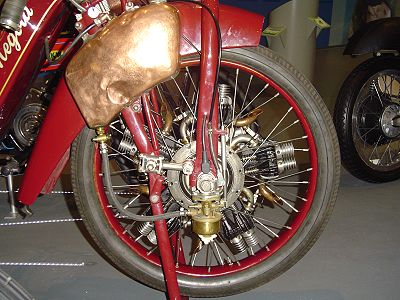
Megola motor v předním kole

Rotační motory se okrajově používaly i pro pohon motocyklů a automobilů. Např. u německých závodních motocyklů Megola, vyráběných mezi lety 1921 a 1925, se montovaly do předního kola.
Termínem rotační motor je někdy označován i Wankelův motor, používaný v některých automobilech, motocyklech i letadlech. Označuje se tak proto, že u něj ke stlačování směsi slouží rotační píst a první modely měly i rotující komoru.